# Cinnamologo

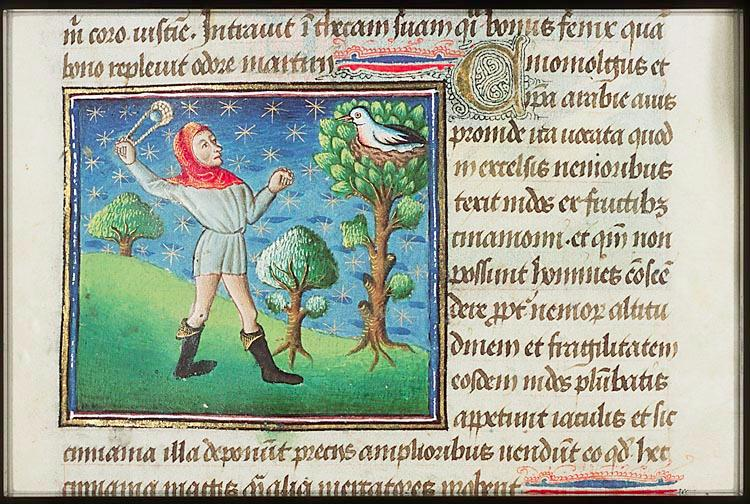
Un cinnamologo rappresentato in una miniatura della Francia occidentale del 1450 circa

Il Cinnamologo (Cinnamologus in latino) è una leggendaria creatura descritta in vari bestiari come un uccello gigantesco che costruisce i suoi nidi con la cannella.

## Secondo Erodoto
Erodoto nelle sue Storie descrive un grande uccello che si diceva vivesse in Arabia, unico produttore di cannella noto all'epoca. Tali uccelli erano soliti raccogliere le stecche di cannella da un paese sconosciuto dove crescevano gli alberi di cannella, impiegandole nella costruzione dei loro nidi, situati su scogliere a strapiombo. Per mettere le mani sulla pregiata spezia gli arabi utilizzavano un trucco: facevano a pezzi buoi e altri animali da soma, deponendoli nelle vicinanze dei nidi ritirandosi lontano. Gli uccelli, tentati dal facile pasto, scendevano per portare i pezzi di carne ai loro nidi. Una volta lasciate le carcasse nel nido, però, il loro peso faceva crollare la struttura, permettendo agli arabi la raccolta della cannella caduta.

## Secondo Aristotele
Nella sua Historia Animalium, Aristotele illustra come il cinnamologo portasse la cannella da terre ignote per edificare il suo nido sulla cima di alti alberi, tra i rami più sottili. Gli abitanti di quelle terre attaccavano pesi di piombo alle punte delle loro frecce per far cadere i nidi, raccogliendo poi i bastoncini di cannella al loro interno. Aristotele chiamò l'uccello kinnamômon orneon, ovvero uccello della cannella.

## Secondo Plinio il Vecchio
Plinio il Vecchio fu più scettico sulla creatura. Egli screditò nella sua Naturalis historia gli antichi e in particolare Erodoto, affermando che i racconti relativi all'uccello erano stati inventati dai nativi al fine di aumentare il prezzo di vendita delle loro merci.

## Altre apparizioni nella letteratura
- De Natura Animalium  di Claudio Eliano
- Collectanea Rerum Memorabilium di Gaio Giulio Solino
- Il Fisiologo, un bestiario
- Un bestiario in prosa latina del XII secolo con la versione di Aristotele della leggenda
- Gargantua e Pantagruel di François Rabelais, che lo chiama con il nome di cinnamologi